# Andrea Kempter
Andrea Kempter (* 22. März 1968 in Hamburg) ist eine deutsche Fernsehmoderatorin.

## Leben
Nach dem Abitur studierte Kempter Archäologie und Ägyptologie. Um sich das Studium zu finanzieren, arbeitete sie als Model. Als sie sich in New York aufhielt, lud Pro 7 sie zum Casting ein. Schon vier Wochen später moderierte sie on air und ist seither im Fernsehen tätig.
Zudem absolvierte Kempter eine Ballettausbildung und arbeitet als Redakteurin.
Im Playboy-Magazin war sie in den Ausgaben Oktober 1997 und August 2006 zu sehen. Die Zeitschrift Men’s Health wählte Kempter im Jahr 2008 zu Deutschlands schönster Wetterfee.
Der hr trennte sich von Andrea Kempter nach einem Verstoß gegen das Betäubungsmittelgesetz.
Im Jahr 2006 wurde bei Kempter Eierstockkrebs diagnostiziert. Während der daraufhin durchgeführten Chemotherapie erlitt sie eine Fehlgeburt.

## Filmografie (Auswahl)

### Moderation
- Hotzpotz (RTL2)[1]
- echt wahr (Sat1)[1]
- Cinemaxx-TV (Pro7)[1]
- Wettermoderation (N24)[1]
- V.I.P (N24)[1]
- Style Attack (VOX)[6]
- Wettermoderatorin (N24)
- Moderationen auf dem Fernsehsender tv.gusto
- Focus Gesundheit (Premiere)
- TEMPO – das Automagazin (N24)
- Wettermoderatorin bei Sat.1 News
- Maintower (hr-fernsehen)
- Lecker schlank (tv.gusto)[7]
- ClipCharts[7]

### Als Schauspielerin
- Um die 30 (1995)[7]
- Balko (2000)[7]
- Ein Haus voller Töchter (2010)[7]

### Weitere Fernsehauftritte
- Reporterin bei Taff (2002)[7]
- Die Alm (2004)
- Der große TV total Parallelslalom (2006)[7]
- Das perfekte Promi Dinner (2007)[7]